# Ебнісі
Ебнісі (груз. ებნისი) — село в Грузії.
За даними перепису населення 2014 року в селі проживає 142 особи.